# Puchar Świata w biathlonie 2006/2007
Puchar Świata w biathlonie 2006/2007 to 30. sezon w historii tej dyscypliny sportu. Pierwsze zawody odbyły się 29 listopada 2006 roku w Östersund, a ostatnie 18 marca 2007 roku w Chanty-Mansyjsku. W tym sezonie, w dniach 3–11 lutego, odbyły się mistrzostwa świata w Anterselvie.
Niemka Andrea Henkel okazała się najlepsza wśród pań i wygrała klasyfikację generalną wyprzedzając o 7 punktów swoją rodaczkę Kati Wilhelm oraz o 10 punktów Szwedkę Annę Carin Olofsson. Henkel najlepsza okazała się również w klasyfikacji biegu indywidualnego. „Małą kryształową kulę” za zwycięstwo w klasyfikacji biegu masowego oraz biegu pościgowego zdobyła Wilhelm, zaś klasyfikację sprintu wygrała Olofsson. Francuzki okazały się najlepsze w klasyfikacji sztafet, a Niemki w pucharze narodów.
Wśród panów również najlepszy okazał się reprezentant Niemiec – Michael Greis. Wyprzedził on o 48 punktów Ole Einara Bjørndalena z Norwegii oraz o 85 kończącego karierę Francuza Raphaëla Poirée. „Małe kryształowe kule” zgarnęli: Rosjanin Dmitrij Jaroszenko (bieg pościgowy) oraz omawiani wcześniej – Poirée (bieg indywidualny), Greis (sprint) oraz Bjørndalen (bieg masowy). Klasyfikacje sztafet oraz pucharu narodów wygrali Rosjanie.

## Kalendarz
- Östersund – 29 listopada – 3 grudnia 2006
- Hochfilzen – 8 – 17 grudnia 2006
- Oberhof – 3 – 7 stycznia 2007
- Ruhpolding – 10 – 14 stycznia 2007
- Pokljuka – 17 – 21 stycznia 2007
- Anterselva – 3 – 11 lutego 2007 (MŚ)
- Lahti – 28 lutego – 4 marca 2007
- Holmenkollen – 8 – 11 marca 2007
- Chanty-Mansyjsk – 15 – 18 marca 2007

## Mężczyźni

### Wyniki mężczyzn
| Data                          | Miejsce            | Konkurencja                   | 1. miejsce                                                                                | 2. miejsce                                                                        | 3. miejsce                                                                             | Miejsca Polaków w 30                                                                     |
| ----------------------------- | ------------------ | ----------------------------- | ----------------------------------------------------------------------------------------- | --------------------------------------------------------------------------------- | -------------------------------------------------------------------------------------- | ---------------------------------------------------------------------------------------- |
| 29 listopada - 3 grudnia 2006 | Östersund          | Bieg indywidualny (20 km)     | Ole Einar Bjørndalen                                                                      | Andreas Birnbacher                                                                | Michael Greis                                                                          |                                                                                          |
| 29 listopada - 3 grudnia 2006 | Östersund          | Sprint (10 km)                | Ole Einar Bjørndalen                                                                      | Dmitrij Jaroszenko                                                                | Michael Greis                                                                          |                                                                                          |
| 29 listopada - 3 grudnia 2006 | Östersund          | Bieg na dochodzenie (12,5 km) | Ole Einar Bjørndalen                                                                      | Dmitrij Jaroszenko                                                                | Raphaël Poirée                                                                         | 22. Tomasz Sikora                                                                        |
| 8 – 10 grudnia 2006           | Hochfilzen         | Sprint (10 km)                | Ole Einar Bjørndalen                                                                      | Michael Greis                                                                     | Matthias Simmen                                                                        | 22. Tomasz Sikora 29. Krzysztof Pływaczyk                                                |
| 8 – 10 grudnia 2006           | Hochfilzen         | Bieg na dochodzenie (12,5 km) | Ole Einar Bjørndalen                                                                      | Dmitrij Jaroszenko                                                                | Iwan Czeriezow                                                                         | 11. Tomasz Sikora                                                                        |
| 8 – 10 grudnia 2006           | Hochfilzen         | Sztafeta (4 × 7,5 km)         | Rosja Iwan Czeriezow · Dmitrij Jaroszenko · Maksim Czudow · Siergiej Rożkow ·             | Niemcy Michael Rösch · Alexander Wolf · Sven Fischer · Andreas Birnbacher ·       | Francja Julien Robert · Vincent Defrasne · Ferréol Cannard · Raphaël Poirée ·          | 15. Polska Wiesław Ziemianin · Krzysztof Pływaczyk · Tomasz Sikora · Grzegorz Bodziana · |
| 13 – 17 grudnia 2006          | Osrblie Hochfilzen | Sprint (10 km)                | Michael Greis                                                                             | Maksim Czudow                                                                     | Björn Ferry                                                                            | 13. Tomasz Sikora                                                                        |
| 13 – 17 grudnia 2006          | Osrblie Hochfilzen | Sprint (10 km)                | Raphaël Poirée                                                                            | Michael Rösch                                                                     | Sven Fischer                                                                           | 29. Tomasz Sikora                                                                        |
| 13 – 17 grudnia 2006          | Osrblie Hochfilzen | Sztafeta (4 × 7,5 km)         | Norwegia Emil Hegle Svendsen · Frode Andresen · Lars Berger · Halvard Hanevold ·          | Rosja Iwan Czeriezow · Maksim Czudow · Dmitrij Jaroszenko · Nikołaj Krugłow ·     | Niemcy Ricco Groß · Michael Rösch · Sven Fischer · Michael Greis ·                     | 10. Polska Wiesław Ziemianin · Krzysztof Pływaczyk · Tomasz Sikora · Grzegorz Bodziana · |
| 3 – 7 stycznia 2007           | Oberhof            | Sztafeta (4 × 7,5 km)         | Rosja Iwan Czeriezow · Maksim Czudow · Dmitrij Jaroszenko · Nikołaj Krugłow ·             | Niemcy Michael Rösch · Sven Fischer · Andreas Birnbacher · Michael Greis ·        | Norwegia Ole Einar Bjørndalen · Lars Berger · Emil Hegle Svendsen · Halvard Hanevold · | 17. Polska Krzysztof Pływaczyk · Wiesław Ziemianin · Tomasz Sikora · Grzegorz Bodziana · |
| 3 – 7 stycznia 2007           | Oberhof            | Sprint (10 km)                | Nikołaj Krugłow                                                                           | Michael Greis                                                                     | Rene Laurent Vuillermoz                                                                | 27. Tomasz Sikora                                                                        |
| 3 – 7 stycznia 2007           | Oberhof            | Bieg na dochodzenie (12,5 km) | Nikołaj Krugłow                                                                           | Dmitrij Jaroszenko                                                                | Maksim Czudow                                                                          | 18. Tomasz Sikora                                                                        |
| 10 – 14 stycznia 2007         | Ruhpolding         | Sztafeta (4 × 7,5 km)         | Norwegia Emil Hegle Svendsen · Halvard Hanevold · Frode Andresen · Ole Einar Bjørndalen · | Rosja Iwan Czeriezow · Maksim Czudow · Dmitrij Jaroszenko · Nikołaj Krugłow ·     | Niemcy Ricco Groß · Michael Rösch · Andreas Birnbacher · Alexander Wolf ·              | 12. Polska Wiesław Ziemianin · Krzysztof Pływaczyk · Tomasz Sikora · Grzegorz Bodziana · |
| 10 – 14 stycznia 2007         | Ruhpolding         | Sprint (10 km)                | Ole Einar Bjørndalen                                                                      | Halvard Hanevold                                                                  | Emil Hegle Svendsen                                                                    | 8. Tomasz Sikora                                                                         |
| 10 – 14 stycznia 2007         | Ruhpolding         | Bieg masowy (15 km)           | Ole Einar Bjørndalen                                                                      | Emil Hegle Svendsen                                                               | Christoph Sumann                                                                       | 12. Tomasz Sikora                                                                        |
| 17 – 21 stycznia 2007         | Pokljuka           | Sprint (10 km)                | Alexander Wolf                                                                            | Björn Ferry                                                                       | Emil Hegle Svendsen                                                                    | 28. Krzysztof Pływaczyk                                                                  |
| 17 – 21 stycznia 2007         | Pokljuka           | Bieg na dochodzenie (12,5 km) | Christoph Sumann                                                                          | Alexander Wolf                                                                    | Vincent Defrasne                                                                       | 12. Tomasz Sikora                                                                        |
| 17 – 21 stycznia 2007         | Pokljuka           | Bieg masowy (15 km)           | Christoph Sumann                                                                          | Vincent Defrasne                                                                  | Andreas Birnbacher                                                                     | 18. Tomasz Sikora                                                                        |
| 2 – 17 lutego 2007            | Anterselva (MŚ)    | Sprint (10 km)                | Ole Einar Bjørndalen                                                                      | Michal Šlesingr                                                                   | Andrij Deryzemla                                                                       | 5. Tomasz Sikora                                                                         |
| 2 – 17 lutego 2007            | Anterselva (MŚ)    | Bieg na dochodzenie (12,5 km) | Ole Einar Bjørndalen                                                                      | Maksim Czudow                                                                     | Vincent Defrasne                                                                       | 7. Tomasz Sikora                                                                         |
| 2 – 17 lutego 2007            | Anterselva (MŚ)    | Bieg indywidualny (20 km)     | Raphaël Poirée                                                                            | Michael Greis                                                                     | Michal Šlesingr                                                                        | 21. Tomasz Sikora                                                                        |
| 2 – 17 lutego 2007            | Anterselva (MŚ)    | Sztafeta (4 × 7,5 km)         | Rosja Iwan Czeriezow · Maksim Czudow · Dmitrij Jaroszenko · Nikołaj Krugłow ·             | Norwegia Halvard Hanevold · Lars Berger · Frode Andresen · Ole Einar Bjørndalen · | Niemcy Ricco Groß · Michael Rösch · Sven Fischer · Michael Greis ·                     | 13. Polska Krzysztof Pływaczyk · Grzegorz Bodziana · Michał Kobus · Tomasz Sikora ·      |
| 2 – 17 lutego 2007            | Anterselva (MŚ)    | Bieg masowy (15 km)           | Michael Greis                                                                             | Andreas Birnbacher                                                                | Raphaël Poirée                                                                         | 21. Tomasz Sikora                                                                        |
| 28 lutego – 4 marca 2007      | Lahti              | Bieg indywidualny (20 km)     | Raphaël Poirée                                                                            | Simon Fourcade                                                                    | Alexander Wolf                                                                         | 7. Tomasz Sikora                                                                         |
| 28 lutego – 4 marca 2007      | Lahti              | Sprint (10 km)                | Raphaël Poirée                                                                            | Alexander Os                                                                      | Hans Martin Gjedrem                                                                    | 12. Tomasz Sikora                                                                        |
| 28 lutego – 4 marca 2007      | Lahti              | Bieg na dochodzenie (12,5 km) | Raphaël Poirée                                                                            | Michael Greis                                                                     | Sven Fischer                                                                           |                                                                                          |
| 7 – 11 marca 2007             | Holmenkollen       | Bieg Indywidualny (20 km)     | Raphaël Poirée                                                                            | Michael Greis                                                                     | Dmitrij Jaroszenko                                                                     | 8. Tomasz Sikora                                                                         |
| 7 – 11 marca 2007             | Holmenkollen       | Bieg na dochodzenie (12,5 km) | Ole Einar Bjørndalen                                                                      | Raphaël Poirée                                                                    | Michael Greis                                                                          |                                                                                          |
| 7 – 11 marca 2007             | Holmenkollen       | Bieg masowy (15 km)           | Ole Einar Bjørndalen                                                                      | Raphaël Poirée                                                                    | Sven Fischer                                                                           | 5. Tomasz Sikora                                                                         |
| 14 – 18 marca 2007            | Chanty-Mansyjsk    | Sprint (10 km)                | Michael Rösch                                                                             | Maksim Czudow                                                                     | Andriej Makowiejew                                                                     |                                                                                          |
| 14 – 18 marca 2007            | Chanty-Mansyjsk    | Bieg na dochodzenie (12,5 km) | Maksim Czudow                                                                             | Björn Ferry                                                                       | Stian Eckhoff                                                                          |                                                                                          |
| 14 – 18 marca 2007            | Chanty-Mansyjsk    | Bieg masowy (15 km)           | Iwan Czeriezow                                                                            | Michael Greis                                                                     | Sven Fischer                                                                           |                                                                                          |

### Klasyfikacje mężczyzn
| Miejsce | Zawodnik                | Punkty |
| ------- | ----------------------- | ------ |
| 1       | Michael Greis           | 794    |
| 2       | Ole Einar Bjørndalen    | 736    |
| 3       | Raphaël Poirée          | 709    |
| 4       | Iwan Czeriezow          | 673    |
| 5       | Dmitrij Jaroszenko      | 619    |
| 6       | Sven Fischer            | 618    |
| 7       | Björn Ferry             | 608    |
| 8       | Nikołaj Krugłow         | 586    |
| 9       | Christoph Sumann        | 552    |
| 10      | Halvard Hanevold        | 550    |
| 11      | Michael Rösch           | 539    |
| 12      | Maksim Czudow           | 518    |
| 13      | Andreas Birnbacher      | 514    |
| 14      | Siergiej Rożkow         | 501    |
| 15      | Vincent Defrasne        | 440    |
| 16      | Michal Šlesingr         | 390    |
| 17      | Emil Hegle Svendsen     | 381    |
| 18      | Tomasz Sikora           | 376    |
| 19      | Friedrich Pinter        | 351    |
| 20      | Alexander Wolf          | 347    |
| 21      | Frode Andresen          | 308    |
| 22      | Stian Eckhoff           | 306    |
| 23      | Simon Fourcade          | 273    |
| 24      | Carl Johan Bergman      | 268    |
| 25      | Tim Burke               | 267    |
| 26      | Ricco Groß              | 243    |
| 27      | Lars Berger             | 236    |
| 28      | Rene Laurent Vuillermoz | 211    |
| 29      | Matthias Simmen         | 207    |

| Miejsce | Zawodnik             | Punkty |
| ------- | -------------------- | ------ |
| 30      | Andrij Deryzemla     | 196    |
| 31      | Christian De Lorenzi | 181    |
| 32      | Janez Marič          | 152    |
| 33      | Daniel Mesotitsch    | 147    |
| 34      | Alexander Os         | 144    |
| 35      | Zdeněk Vítek         | 141    |
| 36      | Mattias Nilsson      | 108    |
| 37      | Filipp Szulman       | 101    |
| 38      | Zhang Chengye        | 77     |
| 39      | Ilmārs Bricis        | 72     |
| 40      | Hans Martin Gjedrem  | 65     |
| 41      | Jay Hakkinen         | 65     |
| 42      | Christoph Stephan    | 64     |
| 43      | Andriej Makowiejew   | 62     |
| 44      | Rustam Waliullin     | 61     |
| 45      | Ludwig Gredler       | 61     |
| 46      | Carsten Pump         | 59     |
| 47      | Wilfried Pallhuber   | 58     |
| 48      | Ołeksandr Biłanenko  | 53     |
| 49      | Roman Dostál         | 52     |
| 50      | Ferréol Cannard      | 47     |
| 51      | Simon Hallenbarter   | 46     |
| 52      | Klemen Bauer         | 44     |
| 53      | Julien Robert        | 43     |
| 54      | Daniel Graf          | 43     |
| 55      | Ondřej Moravec       | 42     |
| 56      | Lois Habert          | 36     |
| 57      | Siergiej Czepikow    | 33     |

| Miejsce | Zawodnik               | Punkty |
| ------- | ---------------------- | ------ |
| 58      | Siarhiej Nowikau       | 33     |
| 59      | Aleksandr Syman        | 32     |
| 60      | Egil Gjelland          | 30     |
| 61      | Indrek Tobreluts       | 29     |
| 62      | Jaroslav Soukup        | 29     |
| 63      | Roland Lessing         | 24     |
| 64      | Zhang Qing             | 24     |
| 65      | Magne Thorleiv Rønning | 23     |
| 66      | Ołeksij Korobejnikow   | 22     |
| 67      | David Ekholm           | 20     |
| 68      | Simon Eder             | 20     |
| 69      | Tomáš Holubec          | 17     |
| 70      | Jānis Bērziņš          | 17     |
| 71      | Jörn Wollschläger      | 14     |
| 72      | Lowell Bailey          | 13     |
| 73      | Aleksiej Czurin        | 13     |
| 74      | Michaił Koczkin        | 11     |
| 75      | Timo Antila            | 10     |
| 76      | Jeremy Teela           | 10     |
| 77      | Hidenori Isa           | 8      |
| 78      | Ivan Joller            | 7      |
| 79      | Marek Matiaško         | 7      |
| 80      | Alexandre Aubert       | 5      |
| 81      | Krzysztof Pływaczyk    | 5      |
| 82      | Robin Clegg            | 4      |
| 83      | Ołeksij Ajdarow        | 3      |
| 84      | Magnus Jonsson         | 1      |
| 85      | Michaił Kleczerow      | 1      |

| Miejsce | Zawodnik             | Punkty |
| ------- | -------------------- | ------ |
| 1       | Raphaël Poirée       | 150    |
| 2       | Michael Greis        | 135    |
| 3       | Iwan Czeriezow       | 105    |
| 4       | Michal Šlesingr      | 103    |
| 5       | Dmitrij Jaroszenko   | 97     |
| 6       | Ole Einar Bjørndalen | 90     |
| 7       | Halvard Hanevold     | 87     |
| 8       | Simon Fourcade       | 76     |
| 9       | Nikołaj Krugłow      | 76     |
| 10      | Christoph Sumann     | 74     |

| Miejsce | Zawodnik             | Punkty |
| ------- | -------------------- | ------ |
| 1       | Michael Greis        | 299    |
| 2       | Björn Ferry          | 272    |
| 3       | Nikołaj Krugłow      | 242    |
| 4       | Halvard Hanevold     | 232    |
| 5       | Sven Fischer         | 223    |
| 6       | Raphaël Poirée       | 207    |
| 7       | Michael Rösch        | 207    |
| 8       | Maksim Czudow        | 204    |
| 9       | Iwan Czeriezow       | 204    |
| 10      | Ole Einar Bjørndalen | 201    |

| Miejsce | Zawodnik             | Punkty |
| ------- | -------------------- | ------ |
| 1       | Dmitrij Jaroszenko   | 271    |
| 2       | Ole Einar Bjørndalen | 265    |
| 3       | Iwan Czeriezow       | 208    |
| 4       | Maksim Czudow        | 200    |
| 5       | Michael Greis        | 191    |
| 6       | Sven Fischer         | 190    |
| 7       | Raphaël Poirée       | 173    |
| 8       | Björn Ferry          | 170    |
| 9       | Siergiej Rożkow      | 161    |
| 10      | Vincent Defrasne     | 155    |

| Miejsce | Zawodnik             | Punkty |
| ------- | -------------------- | ------ |
| 1       | Ole Einar Bjørndalen | 180    |
| 2       | Christoph Sumann     | 153    |
| 3       | Raphaël Poirée       | 147    |
| 4       | Iwan Czeriezow       | 145    |
| 5       | Vincent Defrasne     | 139    |
| 6       | Sven Fischer         | 136    |
| 7       | Michael Greis        | 135    |
| 8       | Andreas Birnbacher   | 131    |
| 9       | Michael Rösch        | 119    |
| 10      | Frode Andresen       | 113    |

| Miejsce | Reprezentacja | Punkty |
| ------- | ------------- | ------ |
| 1       | Rosja         | 196    |
| 2       | Norwegia      | 189    |
| 3       | Niemcy        | 178    |
| 4       | Austria       | 154    |
| 5       | Czechy        | 144    |
| 6       | Francja       | 137    |
| 7       | Szwecja       | 136    |
| 8       | Ukraina       | 124    |
| 9       | Włochy        | 122    |
| 10      | USA           | 110    |

| Miejsce | Reprezentacja | Punkty |
| ------- | ------------- | ------ |
| 1       | Rosja         | 6084   |
| 2       | Niemcy        | 6059   |
| 3       | Norwegia      | 5992   |
| 4       | Francja       | 5321   |
| 5       | Austria       | 5065   |
| 6       | Szwecja       | 4927   |
| 7       | Czechy        | 4920   |
| 8       | Włochy        | 4349   |
| 9       | Ukraina       | 4254   |
| 10      | USA           | 4244   |

## Kobiety

### Wyniki kobiet
| Data                          | Miejsce            | Dyscyplina                | 1. miejsce                                                                      | 2. miejsce                                                                      | 3. miejsce                                                                      | Miejsca Polek w „30”                                                            |
| ----------------------------- | ------------------ | ------------------------- | ------------------------------------------------------------------------------- | ------------------------------------------------------------------------------- | ------------------------------------------------------------------------------- | ------------------------------------------------------------------------------- |
| 29 listopada – 3 grudnia 2006 | Östersund          | Bieg indywidualny (15 km) | Irina Malgina                                                                   | Liv-Kjersti Eikeland                                                            | Zina Kocher                                                                     | 21. Magdalena Gwizdoń                                                           |
| 29 listopada – 3 grudnia 2006 | Östersund          | Sprint (7,5 km)           | Magdalena Gwizdoń                                                               | Kati Wilhelm                                                                    | Martina Glagow                                                                  |                                                                                 |
| 29 listopada – 3 grudnia 2006 | Östersund          | Bieg pościgowy (10 km)    | Linda Grubben                                                                   | Anna Carin Olofsson                                                             | Magdalena Gwizdoń                                                               | 15. Krystyna Pałka                                                              |
| 8 – 10 grudnia 2006           | Hochfilzen         | Sprint (7,5 km)           | Andrea Henkel                                                                   | Magdalena Gwizdoń                                                               | Kong Yingchao                                                                   | 21. Krystyna Pałka                                                              |
| 8 – 10 grudnia 2006           | Hochfilzen         | Bieg pościgowy (10 km)    | Andrea Henkel                                                                   | Linda Grubben                                                                   | Anna Carin Olofsson                                                             | 12. Magdalena Gwizdoń 25. Krystyna Pałka                                        |
| 8 – 10 grudnia 2006           | Hochfilzen         | Sztafeta (4 × 6 km)       | Rosja Anna Bogalij-Titowiec Olga Anisimowa Irina Malgina Natalja Gusiewa        | Niemcy Martina Glagow Andrea Henkel Magdalena Neuner Kati Wilhelm               | Norwegia Tora Berger Ann Kristin Flatland Jori Mørkve Linda Grubben             | 10. Polska Krystyna Pałka Magdalena Nykiel Magdalena Gwizdoń Katarzyna Ponikwia |
| 13 – 17 grudnia 2006          | Osrblie Hochfilzen | Bieg indywidualny (15 km) | Andrea Henkel                                                                   | Martina Glagow                                                                  | Oksana Chwostenko                                                               |                                                                                 |
| 13 – 17 grudnia 2006          | Osrblie Hochfilzen | Sprint (7,5 km)           | Anna Carin Olofsson                                                             | Sandrine Bailly                                                                 | Andrea Henkel                                                                   | 20. Magdalena Gwizdoń                                                           |
| 13 – 17 grudnia 2006          | Osrblie Hochfilzen | Sztafeta (4 × 6 km)       | Francja Florence Baverel-Robert Delphyne Peretto Sylvie Becaert Sandrine Bailly | Rosja Anna Bogalij-Titowiec Tatjana Moisiejewa Anna Bułygina Natalja Gusiewa    | Chiny Dong Xue Kong Yingchao Yin Qiao Liu Xianying                              | 9. Polska Krystyna Pałka Magdalena Nykiel Magdalena Gwizdoń Katarzyna Ponikwia  |
| 3 – 7 stycznia 2007           | Oberhof            | Sztafeta (4 × 6 km)       | Francja Florence Baverel-Robert Delphyne Peretto Sylvie Becaert Sandrine Bailly | Niemcy Martina Glagow Andrea Henkel Kathrin Hitzer Kati Wilhelm                 | Chiny Kong Yingchao Dong Xue Yin Qiao Liu Xianying                              | 10. Polska Paulina Bobak Magdalena Nykiel Magdalena Gwizdoń Agnieszka Grzybek   |
| 3 – 7 stycznia 2007           | Oberhof            | Sprint (7,5 km)           | Magdalena Neuner                                                                | Andrea Henkel                                                                   | Martina Glagow                                                                  | 14. Magdalena Gwizdoń                                                           |
| 3 – 7 stycznia 2007           | Oberhof            | Bieg pościgowy (10 km)    | Linda Grubben                                                                   | Sandrine Bailly                                                                 | Magdalena Neuner                                                                | 16. Magdalena Gwizdoń                                                           |
| 10 – 14 stycznia 2007         | Ruhpolding         | Sztafeta (4 × 6 km)       | Rosja Anna Bogalij-Titowiec Olga Anisimowa Irina Malgina Natalja Gusiewa        | Niemcy Kathrin Hitzer Magdalena Neuner Simone Denkinger Kati Wilhelm            | Francja Florence Baverel-Robert Delphyne Peretto Sylvie Becaert Sandrine Bailly | 12. Polska Krystyna Pałka Magdalena Nykiel Paulina Bobak Katarzyna Ponikwia     |
| 10 – 14 stycznia 2007         | Ruhpolding         | Sprint (7,5 km)           | Sandrine Bailly                                                                 | Anna Carin Olofsson                                                             | Florence Baverel-Robert                                                         |                                                                                 |
| 10 – 14 stycznia 2007         | Ruhpolding         | Bieg masowy (12,5 km)     | Anna Carin Olofsson                                                             | Kati Wilhelm                                                                    | Linda Grubben                                                                   | 19. Magdalena Gwizdoń                                                           |
| 17 – 21 stycznia 2007         | Pokljuka           | (Sprint) 7,5 km           | Anna Carin Olofsson                                                             | Tatjana Moisiejewa                                                              | Kati Wilhelm                                                                    |                                                                                 |
| 17 – 21 stycznia 2007         | Pokljuka           | Bieg pościgowy (10 km)    | Kati Wilhelm                                                                    | Tatjana Moisiejewa                                                              | Natalja Sokołowa                                                                | 8. Magdalena Gwizdoń                                                            |
| 17 – 21 stycznia 2007         | Pokljuka           | Bieg masowy (12,5 km)     | Oksana Chwostenko                                                               | Kati Wilhelm                                                                    | Tadeja Brankovič                                                                | 16. Magdalena Gwizdoń 23. Krystyna Pałka                                        |
| 2 – 11 lutego 2007            | Anterselva (MŚ)    | Sprint (7,5 km)           | Magdalena Neuner                                                                | Anna Carin Olofsson                                                             | Natalja Gusiewa                                                                 | 14. Magdalena Gwizdoń 30. Katarzyna Ponikwia                                    |
| 2 – 11 lutego 2007            | Anterselva (MŚ)    | Bieg pościgowy (10 km)    | Magdalena Neuner                                                                | Linda Grubben                                                                   | Anna Carin Olofsson                                                             | 17. Magdalena Gwizdoń 21. Krystyna Pałka                                        |
| 2 – 11 lutego 2007            | Anterselva (MŚ)    | Bieg indywidualny (15 km) | Linda Grubben                                                                   | Florence Baverel-Robert                                                         | Martina Glagow                                                                  | 25. Krystyna Pałka                                                              |
| 2 – 11 lutego 2007            | Anterselva (MŚ)    | Bieg masowy (12,5 km)     | Andrea Henkel                                                                   | Martina Glagow                                                                  | Kati Wilhelm                                                                    | 16. Magdalena Gwizdoń 17. Krystyna Pałka                                        |
| 2 – 11 lutego 2007            | Anterselva (MŚ)    | Sztafeta (4 × 6 km)       | Niemcy Martina Glagow Andrea Henkel Magdalena Neuner Kati Wilhelm               | Francja Florence Baverel-Robert Delphyne Peretto Sylvie Becaert Sandrine Bailly | Norwegia Tora Berger Ann Kristin Flatland Jori Mørkve Linda Grubben             | 10. Polska Krystyna Pałka Paulina Bobak Magdalena Gwizdoń Katarzyna Ponikwia    |
| 28 lutego – 4 marca 2007      | Lahti              | Bieg indywidualny (15 km) | Andrea Henkel                                                                   | Florence Baverel-Robert                                                         | Kati Wilhelm                                                                    | 10. Magdalena Gwizdoń                                                           |
| 28 lutego – 4 marca 2007      | Lahti              | Sprint (7,5 km)           | Martina Glagow                                                                  | Kati Wilhelm                                                                    | Jekatierina Jurjewa                                                             | 18. Magdalena Gwizdoń                                                           |
| 28 lutego – 4 marca 2007      | Lahti              | Bieg pościgowy (10 km)    | Martina Glagow                                                                  | Kati Wilhelm                                                                    | Kathrin Hitzer                                                                  | 29. Magdalena Gwizdoń                                                           |
| 7 – 11 marca 2007             | Holmenkollen       | Sprint (7,5 km)           | Andrea Henkel                                                                   | Jekatierina Jurjewa                                                             | Magdalena Neuner                                                                | 11. Magdalena Gwizdoń                                                           |
| 7 – 11 marca 2007             | Holmenkollen       | Bieg pościgowy (10 km)    | Magdalena Neuner                                                                | Andrea Henkel                                                                   | Kati Wilhelm                                                                    | 8. Magdalena Gwizdoń                                                            |
| 7 – 11 marca 2007             | Holmenkollen       | Bieg masowy (12,5 km)     | Magdalena Neuner                                                                | Kathrin Hitzer                                                                  | Jekatierina Jurjewa                                                             | 28. Magdalena Gwizdoń                                                           |
| 14 – 18 marca 2007            | Chanty-Mansyjsk    | Sprint (7,5 km)           | Magdalena Neuner                                                                | Andrea Henkel                                                                   | Anna Carin Olofsson                                                             | 22. Magdalena Gwizdoń                                                           |
| 14 – 18 marca 2007            | Chanty-Mansyjsk    | Bieg pościgowy (10 km)    | Magdalena Neuner                                                                | Anna Carin Olofsson                                                             | Andrea Henkel                                                                   | 25. Magdalena Gwizdoń                                                           |
| 14 – 18 marca 2007            | Chanty-Mansyjsk    | Bieg masowy 12,5 km       | Helena Jonsson                                                                  | Oksana Chwostenko                                                               | Kathrin Hitzer                                                                  | 29. Magdalena Gwizdoń                                                           |

### Klasyfikacje kobiet
| Miejsce | Zawodniczka             | Punkty |
| ------- | ----------------------- | ------ |
| 1       | Andrea Henkel           | 870    |
| 2       | Kati Wilhelm            | 863    |
| 3       | Anna Carin Olofsson     | 860    |
| 4       | Magdalena Neuner        | 720    |
| 5       | Florence Baverel-Robert | 671    |
| 6       | Linda Grubben           | 562    |
| 7       | Martina Glagow          | 551    |
| 8       | Sandrine Bailly         | 530    |
| 9       | Oksana Chwostenko       | 505    |
| 10      | Kathrin Hitzer          | 502    |
| 11      | Tadeja Brankovič        | 477    |
| 12      | Teja Gregorin           | 469    |
| 13      | Jekatierina Jurjewa     | 457    |
| 14      | Tora Berger             | 450    |
| 15      | Kong Yingchao           | 429    |
| 16      | Magdalena Gwizdoń       | 426    |
| 17      | Helena Jonsson          | 394    |
| 18      | Natalja Sokołowa        | 345    |
| 19      | Katrin Apel             | 344    |
| 20      | Tatjana Moisiejewa      | 310    |
| 21      | Olga Anisimowa          | 306    |
| 22      | Darja Domraczawa        | 297    |
| 23      | Simone Denkinger        | 295    |
| 24      | Dong Xue                | 271    |
| 25      | Liu Xianying            | 237    |
| 26      | Zina Kocher             | 234    |
| 27      | Kaisa Mäkäräinen        | 230    |
| 28      | Wolha Kudraszowa        | 211    |

| Miejsce | Zawodnik               | Punkty |
| ------- | ---------------------- | ------ |
| 29      | Sylvie Becaert         | 177    |
| 30      | Michela Ponza          | 174    |
| 31      | Anna Bułygina          | 170    |
| 32      | Natalja Gusiewa        | 164    |
| 33      | Irina Malgina          | 161    |
| 34      | Eveli Saue             | 154    |
| 35      | Ludmiła Anańka         | 151    |
| 36      | Delphyne Peretto       | 120    |
| 37      | Yin Qiao               | 112    |
| 38      | Sabrina Buchholz       | 100    |
| 39      | Dijana Grudiček        | 97     |
| 40      | Irina Nikułczina       | 93     |
| 41      | Anna Bogalij-Titowiec  | 80     |
| 42      | Wang Chunli            | 80     |
| 43      | Ann Kristin Flatland   | 70     |
| 44      | Liv-Kjersti Eikeland   | 67     |
| 45      | Krystyna Pałka         | 65     |
| 46      | Wiktorija Semerenko    | 62     |
| 47      | Wałentyna Semerenko    | 60     |
| 48      | Ołena Petrowa          | 59     |
| 49      | Martina Halinárová     | 58     |
| 50      | Gunn Margit Andreassen | 58     |
| 51      | Andreja Mali           | 58     |
| 52      | Éva Tófalvi            | 57     |
| 53      | Pawlina Filipowa       | 55     |
| 54      | Katja Haller           | 46     |
| 55      | Swietłana Slepcowa     | 45     |

| Miejsce | Zawodnik                   | Punkty |
| ------- | -------------------------- | ------ |
| 56      | Madara Līduma              | 40     |
| 57      | Jori Mørkve                | 39     |
| 58      | Nathalie Santer Bjørndalen | 27     |
| 59      | Diana Rasimovičiūtė        | 24     |
| 60      | Zdeňka Vejnarová           | 24     |
| 61      | Anastasija Szypulina       | 20     |
| 62      | Pauline Macabies           | 18     |
| 63      | Jenny Adler                | 18     |
| 64      | Magda Rezlerová            | 18     |
| 65      | Lanny Barnes               | 16     |
| 66      | Sofia Domeij               | 16     |
| 67      | Christelle Gros            | 16     |
| 68      | Anna Maria Nilsson         | 15     |
| 69      | Anna Sorokina              | 13     |
| 70      | Irina Moszewitina          | 12     |
| 71      | Dana Plotogea              | 12     |
| 72      | Julie Carraz               | 11     |
| 73      | Ute Niziak                 | 10     |
| 74      | Oksana Jakowlewa           | 6      |
| 75      | Pauline Jacquin            | 6      |
| 76      | Ludmiła Kalinczyk          | 5      |
| 77      | Nina Łemesz                | 4      |
| 78      | Johanna Holma              | 3      |
| 79      | Kari Henneseid Eie         | 3      |
| 80      | Anne Ingstadbjørg          | 3      |
| 81      | Katarzyna Ponikwia         | 1      |
| 82      | Jelena Chrustalowa         | 1      |

| Miejsce | Zawodniczka             | Punkty |
| ------- | ----------------------- | ------ |
| 1       | Andrea Henkel           | 140    |
| 2       | Anna Carin Olofsson     | 111    |
| 3       | Martina Glagow          | 109    |
| 4       | Florence Baverel-Robert | 104    |
| 5       | Tora Berger             | 92     |
| 6       | Jekatierina Jurjewa     | 85     |
| 7       | Oksana Chwostenko       | 81     |
| 8       | Kaisa Mäkäräinen        | 78     |
| 9       | Kati Wilhelm            | 75     |
| 10      | Eveli Saue              | 70     |

| Miejsce | Zawodniczka             | Punkty |
| ------- | ----------------------- | ------ |
| 1       | Anna Carin Olofsson     | 351    |
| 2       | Kati Wilhelm            | 317    |
| 3       | Andrea Henkel           | 313    |
| 4       | Magdalena Neuner        | 285    |
| 5       | Sandrine Bailly         | 254    |
| 6       | Florence Baverel-Robert | 228    |
| 7       | Kathrin Hitzer          | 190    |
| 8       | Magdalena Gwizdoń       | 189    |
| 9       | Linda Grubben           | 185    |
| 10      | Martina Glagow          | 179    |

| Miejsce | Zawodniczka             | Punkty |
| ------- | ----------------------- | ------ |
| 1       | Kati Wilhelm            | 284    |
| 2       | Magdalena Neuner        | 283    |
| 3       | Andrea Henkel           | 267    |
| 4       | Anna Carin Olofsson     | 263    |
| 5       | Linda Grubben           | 232    |
| 6       | Martina Glagow          | 198    |
| 7       | Florence Baverel-Robert | 194    |
| 8       | Tadeja Brankovič        | 160    |
| 9       | Magdalena Gwizdoń       | 152    |
| 10      | Kong Yingchao           | 144    |

| Miejsce | Zawodniczka             | Punkty |
| ------- | ----------------------- | ------ |
| 1       | Kati Wilhelm            | 169    |
| 2       | Oksana Chwostenko       | 148    |
| 3       | Jekatierina Jurjewa     | 136    |
| 4       | Kathrin Hitzer          | 134    |
| 5       | Helena Jonsson          | 126    |
| 6       | Florence Baverel-Robert | 125    |
| 7       | Tadeja Brankovič        | 121    |
| 8       | Anna Carin Olofsson     | 117    |
| 9       | Andrea Henkel           | 116    |
| 10      | Magdalena Neuner        | 114    |

| Miejsce | Reprezentacja | Punkty |
| ------- | ------------- | ------ |
| 1       | Francja       | 189    |
| 2       | Niemcy        | 188    |
| 3       | Rosja         | 180    |
| 4       | Norwegia      | 166    |
| 5       | Chiny         | 157    |
| 6       | Białoruś      | 142    |
| 7       | Ukraina       | 116    |
| 8       | Szwecja       | 111    |
| 9       | Włochy        | 108    |
| 10      | Polska        | 106    |

| Miejsce | Reprezentacja | Punkty |
| ------- | ------------- | ------ |
| 1       | Niemcy        | 6272   |
| 2       | Rosja         | 5659   |
| 3       | Francja       | 5618   |
| 4       | Norwegia      | 5351   |
| 5       | Chiny         | 5208   |
| 6       | Szwecja       | 5080   |
| 7       | Białoruś      | 4967   |
| 8       | Słowenia      | 4839   |
| 9       | Ukraina       | 4513   |
| 10      | Polska        | 4172   |

## Wyniki Polaków

### Indywidualnie
| Zawodnik     | IN  | SP | PU | SP | PU | SP | SP  | SP  | PU | SP  | MS | SP | PU | MS | SP | PU  | IN | MS | IN  | SP | PU  | IN  | PU  | MS | SP | PU | MS |
| G. Bodziana  | 66  | 88 | q  | 92 | q  | 89 | 100 | 90  | q  | 108 | -  | -  | -  | -  | -  | -   | -  | -  | 64  | 81 | q   | 53  | DNF | -  | -  | -  | -  |
| S. Kępka     | 100 | -  | -  | -  | -  | -  | -   | -   | -  | -   | -  | -  | -  | -  | -  | -   | -  | -  | -   | -  | -   | -   | -   | -  | -  | -  | -  |
| M. Kobus     | -   | -  | -  | -  | -  | -  | -   | 101 | q  | 87  | -  | 87 | q  | -  | 55 | DNF | 76 | -  | DNF | 85 | q   | 98  | -   | -  | 82 | q  | -  |
| K. Pływaczyk | 46  | 45 | 53 | 29 | 32 | 77 | 71  | 61  | q  | 62  | q  | 28 | 37 | -  | 62 | q   | 61 | -  | 46  | 70 | q   | DNF | -   | -  | 65 | q  | -  |
| T. Sikora    | 35  | 44 | 22 | 24 | 11 | 13 | 29  | 27  | 18 | 8   | 12 | 36 | 12 | 18 | 5  | 7   | 21 | 21 | 7   | 12 | DNF | 8   | 38  | 5  | -  | -  | -  |
| W. Ziemianin | -   | 72 | q  | 71 | q  | 95 | 78  | -   | -  | -   | -  | 85 | -  | -  | 41 | DNS | 66 | q  | -   | -  | -   | -   | -   | -  | 74 | q  | -  |

| Zawodnik | IN | SP | PU | SP  | PU | IN | SP | SP | PU | SP  | MS | SP | PU  | MS | SP | PU | IN | MS | IN | SP | PU | SP | PU  | MS | SP | PU | MS |
| P. Bobak | 64 | -  | -  | 108 | q  | 92 | 85 | 78 | q  | -   | -  | -  | -   | -  | -  | -  | 70 | -  | 72 | -  | -  | 58 | DNF | -  | 54 | 45 | -  |
| A. Grzybek-Cyl                                                                                                  | -  | 75 | q  | -   | -  | -  | 86 | 45 | 32 | DNS | q  | -  | -   | -  | -  | -  | -  | -  | -  | -  | -  | -  | -   | -  | -  | -  | -  |
| M. Gwizdoń | 21 | 1  | 3  | 2   | 12 | 45 | 20 | 14 | 16 | 45  | 19 | 39 | 12  | 16 | 14 | 17 | 32 | 16 | 10 | 18 | 29 | 11 | 8   | 28 | 22 | 25 | 29 |
| M. Nykiel | 56 | 73 | q  | 90  | q  | 67 | 47 | 80 | q  | 80  | -  | 56 | DNF | -  | 68 | q  | -  | -  | -  | -  | -  | -  | -   | -  | -  | -  | -  |
| K. Pałka | 51 | 33 | 15 | 26  | 25 | 60 | 48 | -  | -  | 33  | -  | 50 | 35  | 23 | 34 | 21 | 25 | 17 | 34 | 37 | 39 | 37 | 44  | -  | 46 | 41 | -  |
| K. Ponikwia | 49 | 52 | 49 | 58  | q  | 80 | -  | 75 | q  | 75  | q  | 64 | -   | -  | 30 | 36 | 45 | -  | 65 | 77 | -  | 75 | -   | -  | -  | -  | -  |
| Legenda |    |    |    |     |    |    |    |    |    |     |    |    |     |    |    |    |    |    |    |    |    |    |     |    |    |    |    |
| SP – sprint IN – bieg indywidualny PU – bieg pościgowy MS – bieg masowy „q” – zawodnik nie uzyskał kwalifikacji |    |    |    |     |    |    |    |    |    |     |    |    |     |    |    |    |    |    |    |    |    |    |     |    |    |    |    |

### Drużynowo
(do uzupełnienia)